# Louis François Le Gallic de Kerizouet
Louis François Le Gallic de Kerizouet est un homme politique français né le 20 janvier 1747 à Rostrenen (Bretagne) et mort le 20 octobre 1834 à Lorient (Morbihan).

## Biographie

### Famille
Louis François Le Gallic de Kerizouet est le fils de Corentin Philippe Le Gallic, sieur de Kérizouët, avocat à la Cour et procureur fiscal de cette juridiction, et de Gabrielle Reine Le Gogal de Toulgoët. Il épouse Jeanne Françoise Charlotte Elliot.
La famille Le Gallic de Kerizouet est une famille d'ancienne bourgeoisie originaire de Bretagne. Elle possédait la terre de Kerizouet dont elle a conservé le nom. Louis Le Gallic était bourgeois de Rostrenen, dans l'actuel département des Côtes-d'Armor, en 1680. Yves-Philippe Le Gall, sieur de Kerizouet est né en 1670. 
Louis-Noël-Marie Le Gall de Kerizouet (1807-1894) est capitaine de vaisseau, commandeur de la Légion d'honneur. Ludovic-Gabriel Le Gall de Kerizouet (né en 1846) est conseiller général du Morbihan.

### Carrière
Louis François Le Gallic de Kerizouet, avocat, est président du tribunal civil de Lorient en 1799, poste qu'il occupe jusqu'en 1830. Il est député du Morbihan de 1816 à 1820, siégeant au centre gauche, avec les royalistes modérés.

## Sources
- « Louis François Le Gallic de Kerizouet », dans Adolphe Robert et Gaston Cougny, Dictionnaire des parlementaires français, Edgar Bourloton, 1889-1891 [détail de l’édition]